# Нижњаја Тура
Нижњаја Тура (рус. Нижняя Тура) град је у Русији у Свердловској области.

## Становништво
| 1939. | 1959.  | 1970.  | 1979.  | 1989.  | 2002.  | 2010.  |
| ----- | ------ | ------ | ------ | ------ | ------ | ------ |
| 5.363 | 20.638 | 19.562 | 22.926 | 26.268 | 24.247 | 22.641 |